# Сент-Майкл (Міннесота)
Сент-Майкл (англ. St. Michael) — місто (англ. city) в США, в окрузі Райт штату Міннесота. Населення — 18 235 осіб (2020).

## Географія
Сент-Майкл розташований за координатами 45°11′57″ пн. ш. 93°41′22″ зх. д. / 45.19917° пн. ш. 93.68944° зх. д. (45.199238, -93.689526).  За даними Бюро перепису населення США в 2010 році місто мало площу 94,32 км², з яких 84,77 км² — суходіл та 9,55 км² — водойми.

## Демографія
Згідно з переписом 2010 року, у місті мешкало 16 399 осіб у 5239 домогосподарствах у складі 4367 родин. Густота населення становила 174 особи/км².  Було 5482 помешкання (58/км²).
Расовий склад населення:
| - 93,3 % — білих - 2,4 % — азіатів - 1,9 % — чорних або афроамериканців - 0,2 % — корінних американців |

До двох чи більше рас належало 1,6 %. Частка іспаномовних становила 1,9 % від усіх жителів.
За віковим діапазоном населення розподілялося таким чином: 34,8 % — особи молодші 18 років, 58,9 % — особи у віці 18—64 років, 6,3 % — особи у віці 65 років та старші. Медіана віку мешканця становила 33,4 року. На 100 осіб жіночої статі у місті припадало 102,7 чоловіків;  на 100 жінок у віці від 18 років та старших — 99,5 чоловіків також старших 18 років.
Середній дохід на одне домашнє господарство  становив 99 738 доларів США (медіана — 92 546), а середній дохід на одну сім'ю — 100 772 долари (медіана — 93 534). Медіана доходів становила 60 179 доларів для чоловіків та 46 449 доларів для жінок. За межею бідності перебувало 2,3 % осіб, у тому числі 3,3 % дітей у віці до 18 років та 1,3 % осіб у віці 65 років та старших.
Цивільне працевлаштоване населення становило 9325 осіб. Основні галузі зайнятості: роздрібна торгівля — 17,1 %, освіта, охорона здоров'я та соціальна допомога — 15,4 %, виробництво — 13,6 %, науковці, спеціалісти, менеджери — 12,4 %.